# Félix Sesúmaga
Félix Sesúmaga Ugarte (ur. 12 października 1898 w Leioi, zm. 24 sierpnia 1925 tamże) – hiszpański piłkarz, napastnik. Srebrny medalista olimpijski z Antwerpii.
Jako piłkarz klubu FC Barcelona był w kadrze reprezentacji podczas igrzysk olimpijskich w 1920, gdzie Hiszpania zajęła drugie miejsce. Sesúmaga wystąpił w czterech meczach turnieju i strzelił cztery bramki. W latach 1920–1923 wystąpił w ośmiu meczach reprezentacji i strzelił cztery bramki. Sięgał po Puchar Króla w barwach trzech klubów: Arenas Getxo (1919), Barcelony (1920) i Athletic Bilbao (1923).